# Lípy u fary v Bečově
Lípy u fary v Bečově jsou v současnosti (2022) tři památné stromy – jedna lípa malolistá (Tilia cordata) a dvě lípy velkolisté (Tilia platyphyllos) v okrese Karlovy Vary v Karlovarském kraji. Původně to byla skupina čtyř lip.
Jedna z nich v roce 2007 zanikla a ochrana byla zrušena. Lípy rostou v jedné řadě v obci u příjezdové komunikace k faře. Nejsilnější z trojice lip roste nejblíže u kostela, má přímý, boulemi posetý a více než 8 m vysoký kmen, ukončený chocholem zprohýbaných větví. Za památné stromy byly vyhlášeny v roce 1986 jako esteticky zajímavé stromy.

## Stromy v okolí
- Chodovský buk
- Buky nad Bečovem
- Dub u hudební školy
- Lípa v Odolenovicích